# Copacabana (Bolivia)
 Denne artikel omhandler byen Copacabana. Opslagsordet har også en anden betydning, se Copacabana.
Copacabana er hovedstaden i provinsen Manco Kapac i departementet La Paz i Bolivia. Byen ligger ved Titicacasøen, hvor både afgår til Isla del Sol, den hellige Inkaø. Copacabana, som har omkring 6 000 indbyggere, ligger 3 841 meter over havet, 155 kilometer fra La  Paz.
Byen ligger mellem bjergene Calvario og Niño Calvario. Navnet kommer af Aymara kota kahuana, som betyder "udsigt over søen".
Basilikaen i Copacabana blev bygget i 1550 og blev bygget om mellem 1610 og 1651. Den omfatter Jomfru Maria-basilikaen, som blev skabet i 1580 af Francisco Yupanqui, inkaherskeren Tupac Yupanquis nevø. Copacabanas religiøse fester, kulturarv og traditionelle festivaler er velkendte over hele Bolivia.

## Eksterne links
- Wikimedia Commons har flere filer relateret til Copacabana (Bolivia)

16°09′56″S 69°05′08″V / 16.1656°S 69.0856°V